# Jacques III (roi d'Écosse)
Pour les articles homonymes, voir Jacques III.
Jacques III (en anglais James III, en écossais Seumas III), de la maison des Stuart, né en 1451 ou 1452 et mort le 11 juin 1488 à Sauchieburn, fils du roi Jacques II, est roi d'Écosse de 1460 à 1488.
Son règne est marqué par des conflits avec la noblesse écossaise ou avec ses propres frères, en désaccord avec la faveur accordée à certaines familles. 
Il est tué dans des conditions obscures après la bataille de Sauchieburn, livrée contre une faction combattant au nom de son fils aîné Jacques, qui prend alors sa succession.

## Biographie

### Origines familiales et formation
Sa date de naissance est sujette à controverse : 
- 10 juillet 1451[2] ;
- mai 1452[1],[3].

Il est le fils de Jacques II (1430-1460), roi de 1437 à 1460.  
Sa mère est Marie d'Egmont (1434-1463), fille du duc de Gueldre Arnold d'Egmont (1410-1473).

### Période de la régence (1460-1465)
Il a huit ans lorsqu'il succède à son père. Il est couronné le 10 août 1460 dans l'église de l'abbaye de Kelso par l'évêque de Saint-Andrews James Kennedy (1408-1465). 
La régence revient à sa mère, puis après sa mort en 1463, à James Kennedy, jusqu'à sa mort en juillet 1465. 

### La période des favoris Boyd (1465-1469)
Jacques III laisse ensuite gouverner le clan Boyd, mené par le premier lord Boyd, Robert, dont un des fils, Thomas est l'époux de la sœur aînée du roi, Marie. 
L'emprise des Boyd sur le roi mécontente la noblesse qui se soulève en 1469. Les Boyd écartés, Jacques III prend les rênes du gouvernement. 
Le 10 juillet 1469, Jacques III épouse la fille du roi de Danemark Christian Ier, Marguerite (1456-1486), qui lui apporte en dot les Orcades et les Shetland, restées norvégiennes puis danoises depuis le IXe siècle.

### Conflit avec l'Angleterre d'Édouard IV et avec le clan MacDonald (1461-1476)
Devenu roi d'Angleterre en 1461, Édouard IV, de la maison d'York, considère l'Écosse comme ennemi, en tant que soutien de la maison de Lancastre dans la guerre des Deux-Roses (1455-1485). Il fomente des troubles en Écosse en soutenant une faction noble liée à James Douglas, alors exilé. 
En 1462, par le traité de Westminster-Ardtornish, Jean II MacDonald, Donald Balloch de Dunivaig et des Glens d'Antrim et son fils John Mor reconnaissent le roi d'Angleterre comme suzerain contre paiement d'une pension. 
Réconcilié en 1475 avec Jacques III, Édouard IV abandonne ses alliés à la colère du roi d'Écosse. Les lieutenants[pas clair] du roi d'Écosse : David Lindsay (5e comte de Crawford), John Stuart (comte d'Atholl), Georges (comte d'Huntly et lieutenant du Nord) et Colin Campbell (comte d'Argyll), agissant au nom de la Couronne, envahissent les domaines de Jean II MacDonald. Ils l'obligent à abandonner le comté de Ross ainsi que ses domaines du Kintyre et les châteaux d'Inverness et de Nairn. Sommé de se présenter devant le Parlement en juillet 1476, Jean II MacDonald se voit confirmer le reste de ses domaines, ainsi que son titre de seigneur des Îles. 
Jusqu'en 1481, les revenus du comté de Ross sont attribués à Elizabeth Livingston, son épouse répudiée, qui s'est réfugiée près du roi.

### Conflit avec ses frères et reprise de la guerre avec l'Angleterre
Dans les années 1470, les frères de Jacques III regroupent les mécontents contre les nouveaux favoris Robert Cochrane et William Scheves. 
Le plus jeune, John Stuart (comte de Mar), est emprisonné et probablement assassiné sur ordre du roi. 
Le cadet, Alexandre (duc d'Albany), se réfugie en Angleterre où il est accueilli par Édouard IV, qui le proclame roi d'Écosse sous le nom d'Alexandre IV, « par la grâce du roi d'Angleterre ». 
Une expédition menée par Richard de Gloucester s'empare de Berwick-upon-Tweed, ville frontière disputée entre les deux États, qui devient définitivement anglaise. 
Simultanément, l'armée écossaise se rebelle contre les favoris. Cochrane est pendu et le roi est fait prisonnier au pont de Lauder (10 juillet 1482),. Mais les deux frères se réconcilient et Gloucester rentre en Angleterre. 
En 1472, le pape Sixte IV érige en archevêché métropolitain le siège épiscopal de St. Andrews, consacrant l'indépendance de l'Église d'Écosse.

### Le soulèvement des nobles de 1487
Jacques III ne tire pas les enseignements de ses déboires et continue à privilégier ses favoris. 
Une ligue est formée en 1487 par Colin Campbell, Archibald Douglas, George Campbell, les Home et les Hepburn. 
Ils prennent en otage l'héritier présomptif, son fils aîné Jacques (né en 1473). 
Le 11 juin 1488, une bataille a lieu à Sauchieburn, près de Stirling.

### La mort du roi
Jacques III est poignardé dans la confusion qui suit la bataille. 
Le mystère entourant la mort de Jacques III a suscité différentes hypothèses.

## Mariage et descendance
Jacques III avait épousé en 1469 Marguerite de Danemark, fille de Christian Ier de Danemark et de Dorothée de Brandebourg-Kulmbach, dont il eut trois enfants :
- Jacques IV d'Écosse (1473-1513) ;
- Jacques (1476-1504), duc de Ross en 1488, archevêque de Saint Andrews en 1497 ;
- Jean (1479-1503), comte de Mar et Garioch en 1486.